# Primera vaga

L'anomenat "Papir de la vaga" escrit per Amunnakht, entre 1187 i 1157 aC, Imperi Nou d'Egipte. Museu Egipci, Torí.

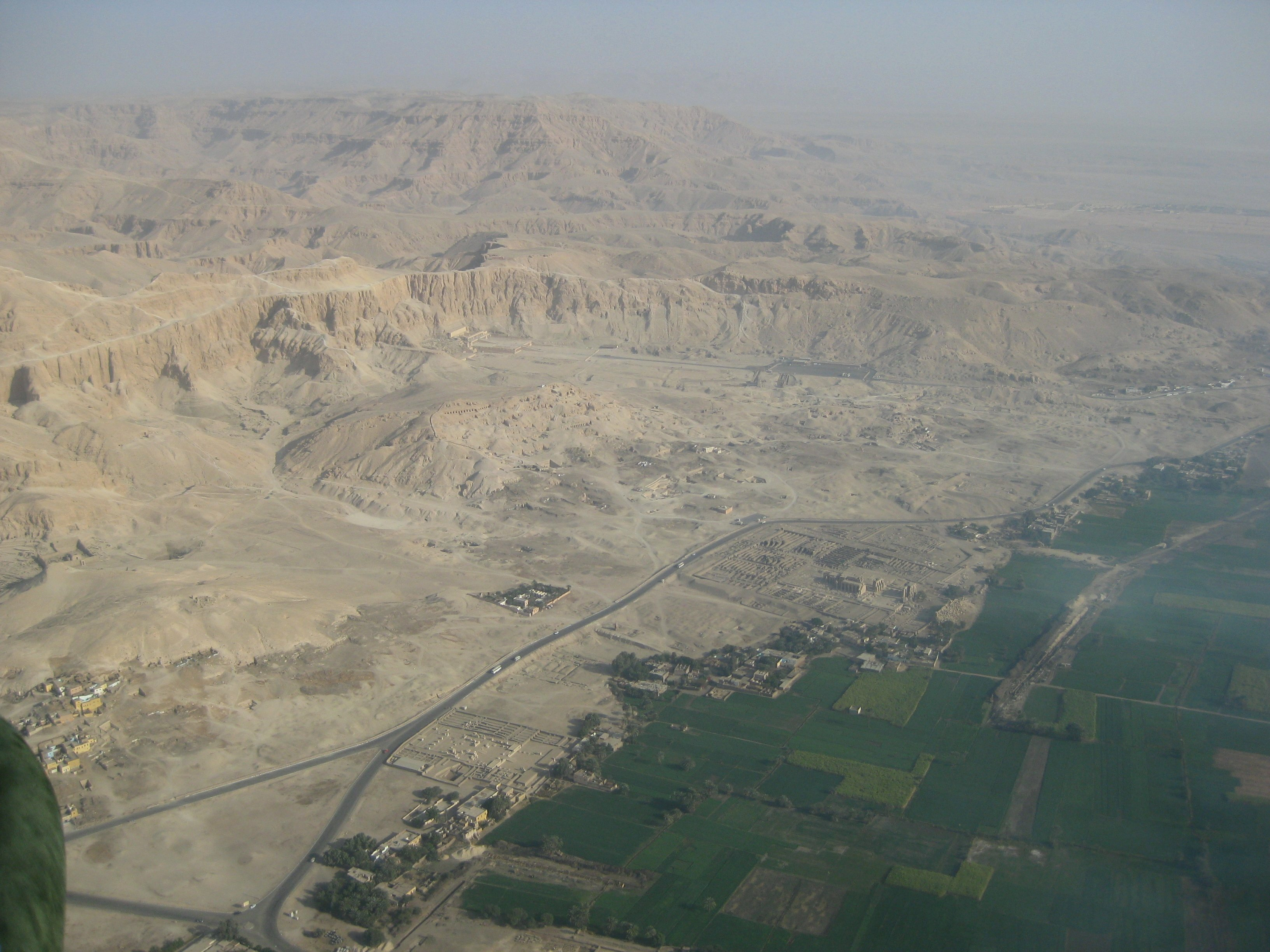
Vista aèria de la necròpolis tebana

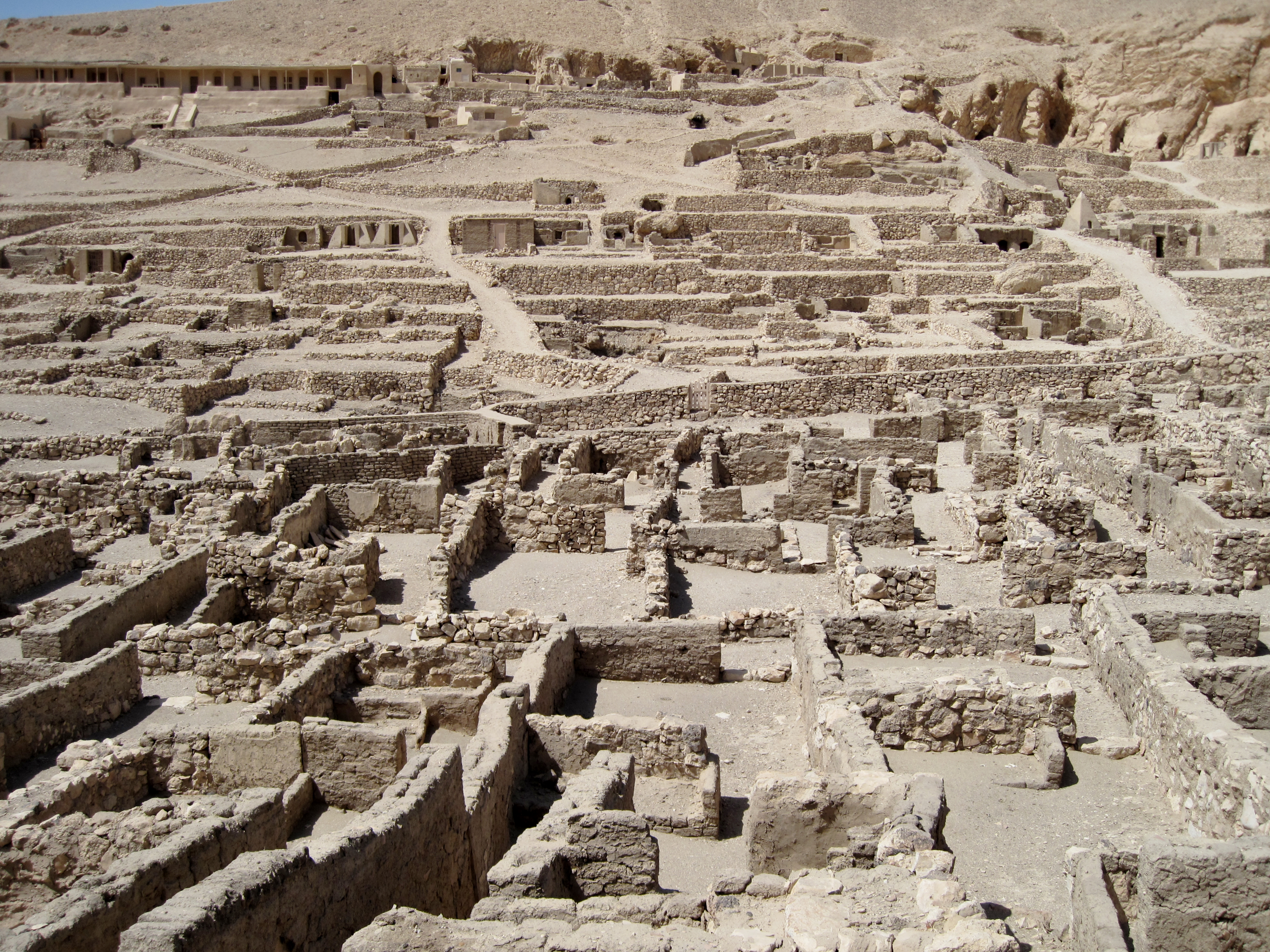
Deir el-Medina

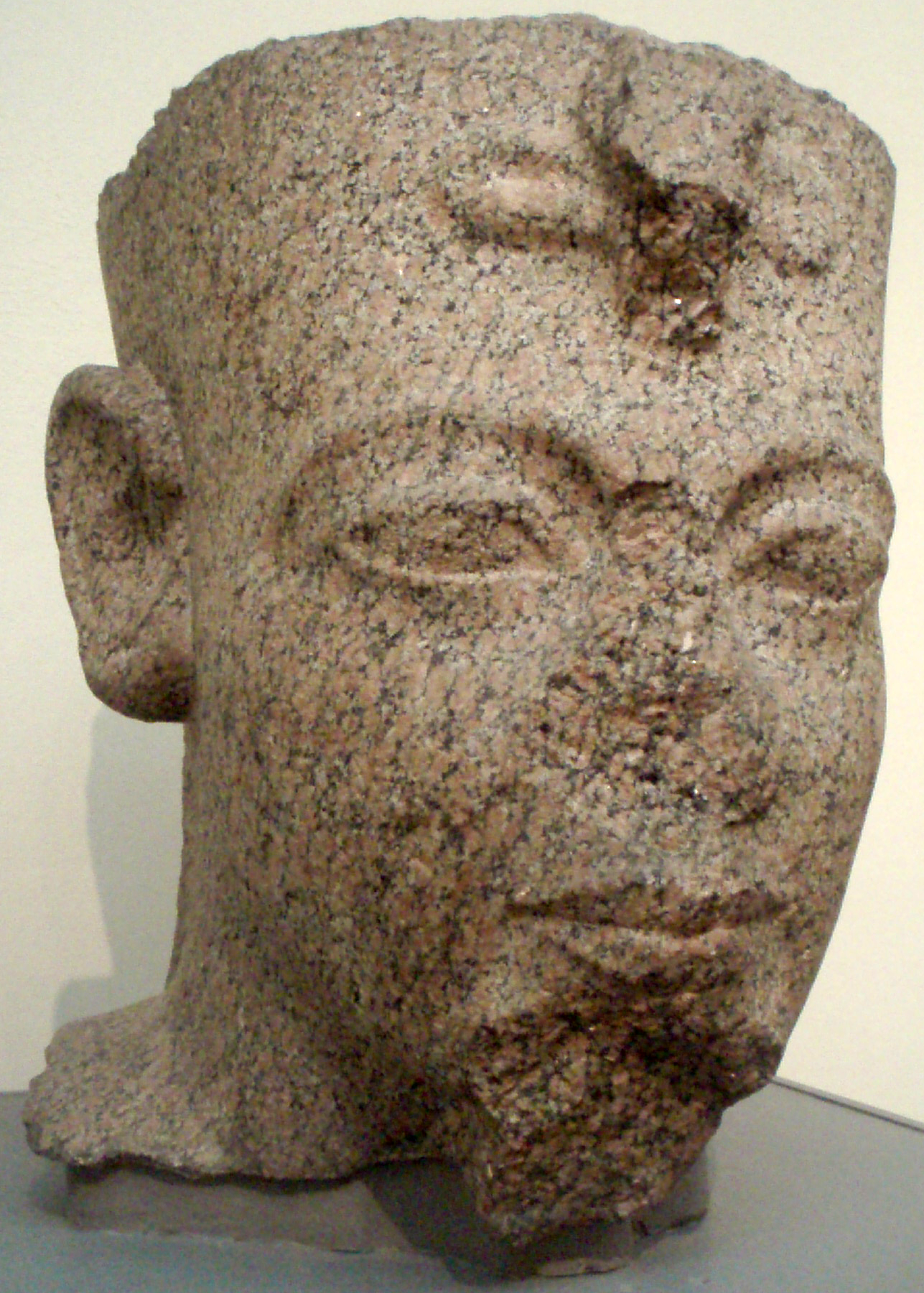
Ramsès III

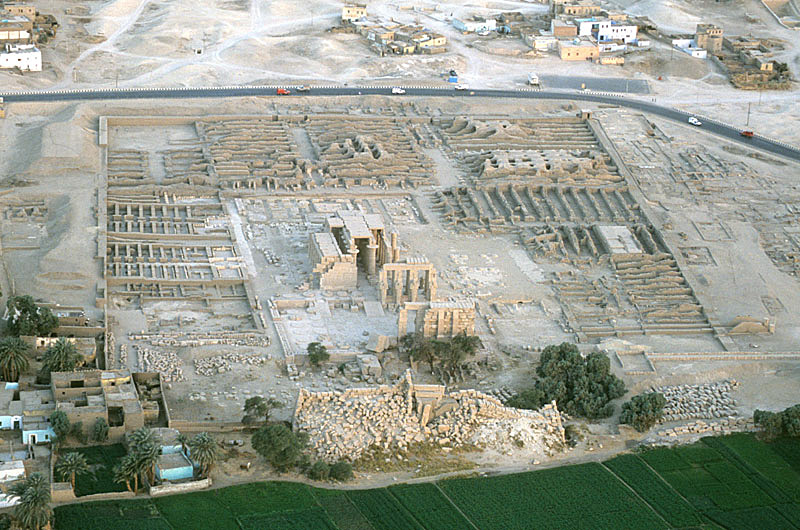
Vista aèria del Ramesseum

La primera vaga de la història que està documentada es va produir vers el 1153 aC a Egipte, sota el regnat del faraó Ramsès III. Els fets es detallen al Papir de la vaga. Els vaguistes foren els treballadors de les tombes reials (vall dels Reis) que vivien a Deir al-Madinah, els quals no rebien les seves racions d'aliments, que eren el seu sou (ja que no existia la moneda). Les vagues en foren almenys tres i estan indicades en un papir que es conserva al Museu Egipci de Torí. Els treballadors van estar primer més de 20 dies sense rebre el menjar; després, al cap de 4 mesos, el conflicte es va reproduir i durant 18 dies els treballadors no van rebre racions i llavors van deixar de treballar i es van dirigir al temple de Tuthmosis III (Deir el-Bahari) per a protestar, empesos per la gana i la necessitat. Les negociacions amb els sacerdots i altres funcionaris foren dures i hi va haver almenys dues vagues més. Es desconeix com va acabar aquesta situació; però se sap que, posteriorment, al cap d'uns anys, hi va haver més vagues, fins que es va deixar de construir a la vall dels Reis i el poble es va abandonar.
No queda clar el motiu pel qual les racions de menjar no es lliuraven als treballadors, però en els documents hi ha diverses acusacions de robatori d'aquests béns per part d'alguns funcionaris, un d'ells segurament l'alcalde de Tebes oest.
El sistema de protesta emprat pels treballadors consistia en una processó des de la vall (o el poble de Deir el-Medina) fins a arribar a un dels temples de la necròpolis tebana (Tebes oest); un cop allà, entraven tots junts dins un temple i anaven fins a la part del darrere, fet inèdit i prohibit a tothom, excepte al faraó i a determinats sacerdots, on s'asseien i s'hi passaven hores. Es desconeixen quants van ser els temples "envaïts"; però, segons la documentació, van entrar com a mínim al temple d'Horemheb, al de Tuthmosis III, al Ramesseum, al de Merenptah i al de Seti I.
Les vagues dels treballadors no van ser un fet aïllat. En aquesta època, finals de l'Imperi Nou, hi havia molta corrupció entre els funcionaris i els sacerdots; també es van produir diversos robatoris i intents de robatori a les tombes reials, i altres conflictes de tota classe. A palau, un intent de cop d'estat va posar fi a la vida del faraó.